# Dietrich II. (Münsterschwarzach)
Dietrich II. († 23. März 1221 bzw. 1224) war von 1213 bis 1221 bzw. 1224 Abt des Benediktinerklosters in Münsterschwarzach.

## Münsterschwarzach vor Dietrich
Dietrich II. war der zweiundzwanzigste Abt des Klosters Münsterschwarzach. Die Abtei hatte sich bereits seit dem Anfang des 11. Jahrhunderts als Eigenkloster der Würzburger Bischöfe etabliert. Als ersten Abt setzten diese den Abt Alapold ein, der sich um die Festigung des monastischen Lebens kümmern sollte. Es folgten einige Prälaten, deren Ernennung in Zusammenhang mit den sogenannten Gorzer Reformen standen. Berühmtester dieser Äbte war Egbert von Münsterschwarzach.
Als die Reformbemühungen im 12. Jahrhundert langsam nachließen, weil andere Klöster die Erneuerungen aufnahmen, ließen die Bischöfe Abt Dietrich I. aus dem Schwarzwaldkloster Hirsau an den Main holen. Auch seine Nachfolger führten die Hirsauer Reformen weiter fort. Allerdings waren die Anstrengungen nur wenig erfolgreich. Unter den unmittelbaren Vorgängern Dietrichs II. wurden die Klostergebäude teilweise erneuert. Abt Gottfried assistierte sogar bei der Heiligsprechung Ottos von Bamberg.

## Leben
Über die Herkunft und Familie des Abtes ist nichts bekannt. Wahrscheinlich war er Teil eines Adelsgeschlechts, das im Bistum Würzburg seinen Stammsitz hatte. Nachdem unter den Vorgängern des Abtes nämlich die Aufhebung des Adelsprinzips diskutiert worden war, entschloss man sich die Bestimmungen weiter fortzuführen. Die Mönche waren weiterhin allesamt adelig. Dietrich II. wurde nach dem Tod des Abtes Gottfried im Dezember 1213 neuer Klostervorsteher.
Erstmals als Abt urkundete Dietrich am 3. Juni 1220 auf einem Diplom Bischofs Otto I. von Würzburg. Zuvor hatte Dietrich im Jahr 1217 eine Gebetsverbrüderung mit dem Kloster Ottobeuren in Mittelschwaben abgeschlossen, das nun auch für das Seelenheil der Münsterschwarzacher Mitbrüder beten sollte. Die Schwarzacher Äbte wurden nun auch im Ottobeurener Nekrolog verzeichnet. Dietrich II. war der erste, dem diese Ehre zuteilwurde: Er verstarb am 23. März 1221 oder 1224.